# Gimbap

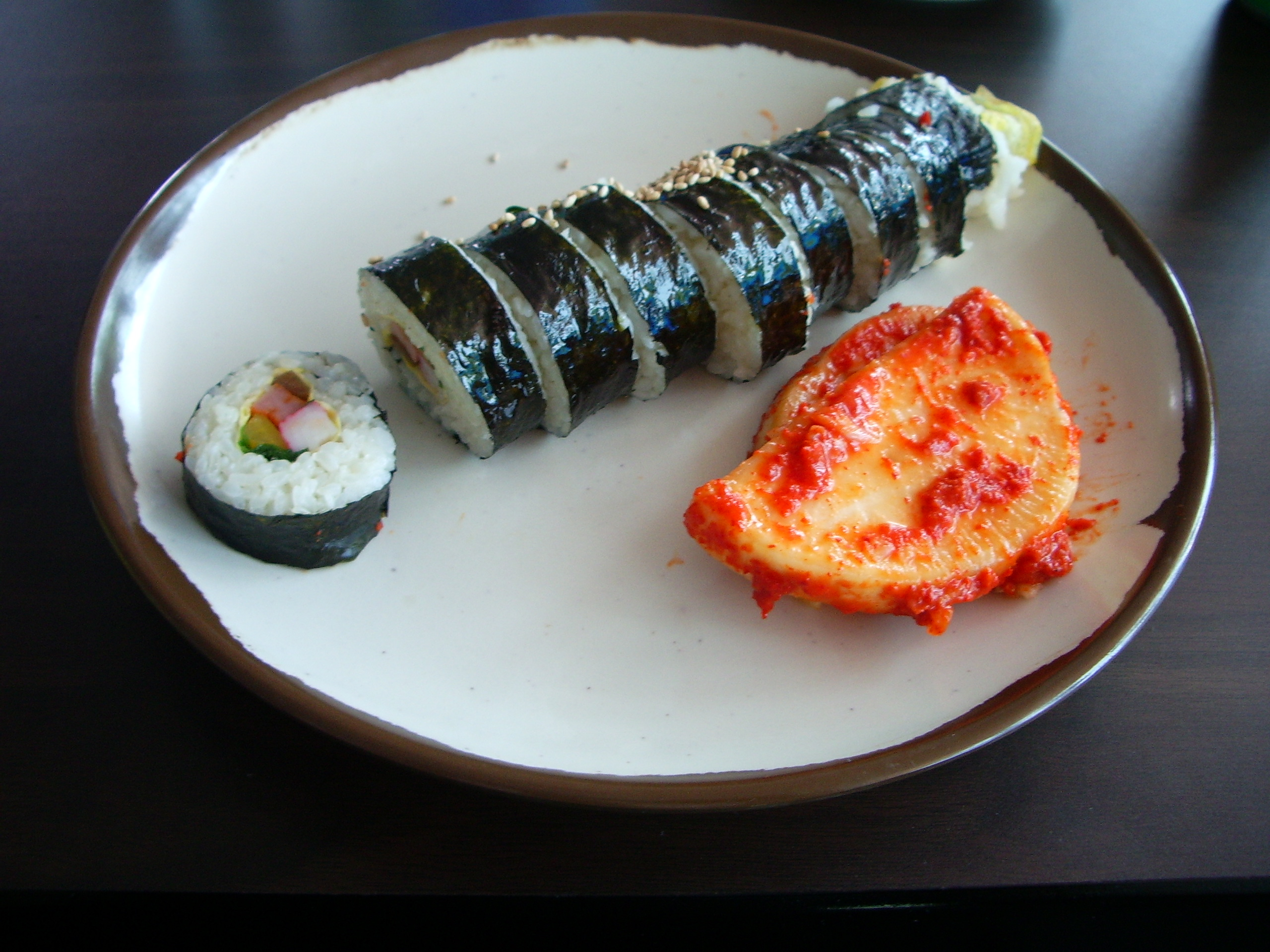
Presentación de un gimbap con kimchi.

El gimbap (hangul: 김밥) es un plato de origen coreano elaborado a base de arroz blanco cocido y otros ingredientes enrollados en alga prensada. Puede venir acompañado de danmuji (encurtido de rábano) o kimchi. Este plato, uno de los más reconocidos de la gastronomía coreana, es una variante del makizushi que llegó a la península durante la ocupación japonesa de Corea, pero se distingue del mismo en la variedad de ingredientes para rellenar y en que el arroz cocido debe adobarse con aceite de sésamo.

## Características
El gimbap tradicional tiene como producto base el arroz blanco cocido, que suele ser sazonado ligeramente con sal y aceite de sésamo o aceite de perilla. El interior va relleno de otros ingredientes picados, asados o frescos que abarcan desde verdura hasta carne. Después se enrolla en algas prensadas (preferiblemente alga gim) y se presenta cortado. El gimbap puede acompañarse de danmuji o kimchi.
El gimbap deriva del tipo de makizushi japonés pero tiene varias diferencias. La forma de sazonar el arroz es distinta, empleando aceite de sésamo, y en lugar de pescado crudo se rellena con otros ingredientes más variados como carne salteada, salchicha, jamón o palitos de cangrejo. Además se sirve acompañado con kimchi o una salsa derivada, en lugar de salsa de soja, wasabi y gari.

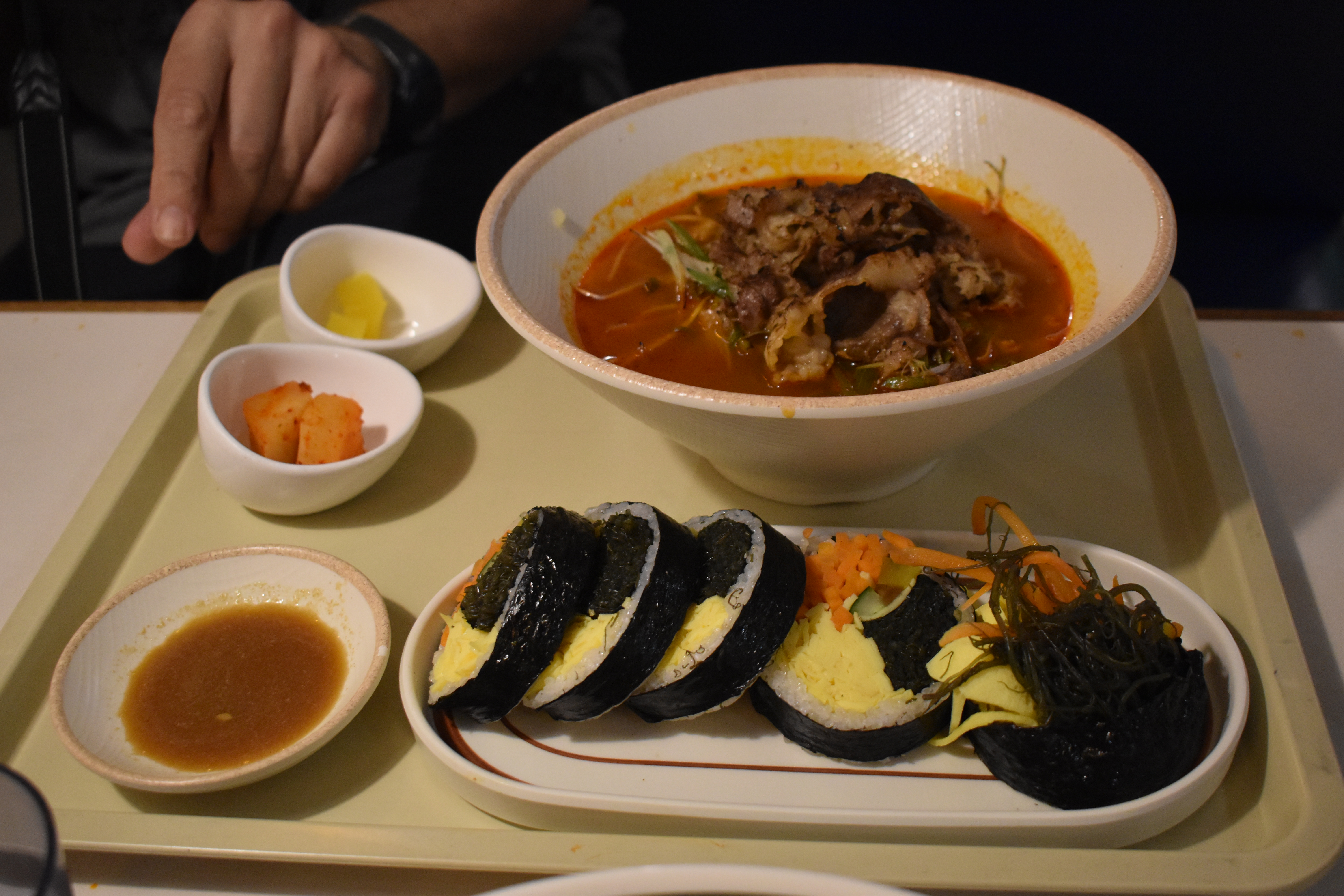
Gimpap servido junto a sopa picante y banchan de kimchi.

En Corea del Sur puede encontrarse en restaurantes especializados, tiendas de conveniencia y puestos callejeros. Existen variantes como el chungmu kimbap (충무김밥), hecho con solo arroz como relleno, y el samgak kimbap (삼각김밥), con una forma triangular muy similar al onigiri.